# Yang Gang
En una onomàstica xinesa Yang es el cognom i Gang el prenom.

Yang Gang (xinès simplificat: 杨刚) (Pingxiang 1905 - Pequín 1957) Traductora, escriptora, corresponsal de guerra i periodista xinesa.

## Biografia
Yang Gang de nom de naixement Yang Jizheng, va néixer a finals de la dinastia Qing, el 30 de gener de 1905 a Pingxiang, província de Jiangxi a la Xina. Ella va ser el setè germà d'un total d'onze. El seu pare, Yang Huikang, va exercir com a governador en funcions de la província de Hubei durant el govern de Beiyang i un dels seus germans, Yang Zao, va ser un escriptor famós.

#### Primers anys
Després de ser educada per tutors particulars, l'any 1922, en plena República, va ingressar a l'escola de noies de Baoling dirigida per l'Associació Metodista de l'Església Americana  a Nanchang. A l'escola va ser batejada i es va canviar el nom pel de Yang Bing. Durant els primers anys ja va començar a escriure utilitzant diversos pseudonims, com Zhenbai, Li Nianqun, Zuo Lui i Yang Gangquan.
Del 1928 al 1932, va estudiar al Departament de Literatura Anglesa de la Universitat de Yanjing de Pequín. A Pequín l'any 1928 va entrar al Partit Comunista de la Xina. El mateix anys va conèixer a Zheng Kan amb qui es va casar al finalitzar els estudis i amb qui va tenir una filla. El 1930 durant les manifestacions del 1r de maig va ser l'única militant femenina arrestada. Fruit d'una disputa amb un superior va abandonar el Partit, però malgrat això va continuar amb la seva tasca en activitats comunistes clandestines i anys més tard va tornar a integrar-s'hi a plena dedicació .El 1954 va ser escollida representant a la 1à Assemblea Popular Nacional de la Xina i el 1956 representant al del 8è Congrés Nacional del Partit Comunista de la Xina.

#### Carrera literària i periodística
Yang va escriure un gran nombre d'assajos, alguns d'ells publicats en una amb el títol de "Boiling Dreams". Alguns dels capítols van ser recomanats per ser inclosos als llibres de text de l'escola de secundària. També va publicar novel·les com "Gongsun Yang", "El gran" i la sàtira política "Estic al centre de la terra" .
El 1933 va entrar a formar part de la Lliga d'Escriptors Esquerrans organització formada el 1930 a Shanghai a instàncies del Partit Comunista. Durant aquest període va conèixer la periodista i activista nord-americana Agnes Smedley, que es convertiria en una amiga de tota la vida. Va utilitzar els seus coneixements d'anglès per ajudar Edgar Snow en les traduccions de la seva col·lecció de ficció xinesa contemporània, "Living China"(1936). La seva pròpia contribució anònima al volum, "Fragment from a Lost Diary", va ser escrita en anglès, però més tard també va aparèixer en xinès, i rebatejat com a 肉刑 "Càstig corporal" i publicat a 国闻周报  "Guowen Weekly" l'abril de 1935.
El 1935 va traduir la novel·la "Orgull i prejudici" de Jane Austen.
El 1937, Yang es va traslladar a Shangahi, on ràpidament va guanyar protagonisme com a periodista. L'any 1938, va treballar com a traductora d'anglès a la branca de Shanghai de l'agència de notícies Tass i va traduir i publicar a l'anglès "On Protracted War" (轮持久战) el tractat militar de Mao Zedong. Va ser redactora en cap del suplement literari del diari 大公报 Ta Kung Pao (Dagong bao) i el 1939 amb el diari va anar Hong Kong on va substituir a Xiao Qian com editora del suplement.

#### Corresponsal de guerra
En plena Segona Guerra Mundial, durant la Guerra del Pacífic, Hong Kong va caure en mans dels japonesos (Batalla de Hong Kong) Yang amb periodistes com Zao Taofen i altres intel·lectuals com Mao Dun, van ser rescatats per Zhou Enlai i van anar a Guilin. El juliol de 1942 Yang va començar la seva activitat com a corresponsal de guerra per cobrir els fets de la segona guerra sino-japonesa, amb crònique des de Hunan, Jiangxi, Fujian, i Guangdong.

##### Estada als Estats Units
De 1944 a 1948 va residir als Estats Units. El 1944, Yang va entrar amb una beca al Radcliffe College de la Universitat Harvard per estudiar art i literatura. El març de 1945, va acceptar la invitació de la "Intermational Free World Association" i va fer un viatge de recerca al sud dels Estats Units. Després de tornar del sud, va ser la corresponsal especial del diari Ta Kung Pao als Estats Units. També va tenir l'oportunitat d'assistir a la conferència de premsa de Harry Truman com a corresponsal especial, convertint-se en la primera dona periodista xinesa a assistir a una conferència de premsa celebrada per un president dels Estats Units. Els seus informes també van proporcionar una anàlisi relativament exhaustiva de les tendències de la política nord-americana amb relació a Xina, convertint-la en una periodista famosa, i "U.S. News" es va convertir en una columna coneguda del Ta Kung Pao. A més, també va participar en la direcció del grup de treball de membres del Partit Comunista Xinès que estudiaven als Estats Units i va participar en l'organització de la branca nord-americana de la Lliga Democràtica de la Xina.
Durant aquest període va començar a treballar en una novel·la autobiogràfica important en anglès. Titulada Daughter, la novel·la té una semblança interessant amb Smedley's Daughter of Earth (1929). Com ho fa Smedley, Yang Gang empra un estil autobiogràfic de ficció per narrar la lluita d'una jove contra la política sexual i de classe dominant de la societat en què habita. Ja sigui a causa del clima polític i cultural desfavorable de principis dels anys 50 o simplement perquè estava absorbida en altres projectes en aquell moment, Yang no la va publicar fins a la seva tornada a la Xina. Només dècades més tard, a l'era posterior a Mao, la novel·la finalment va sortir a la impremta (tant en edicions en anglès com en xinès).

##### República Popular de la Xina
L'1 d'octubre de 1949, com a membre de la Conferència Consultiva Política del Poble Xinès, Yang va pujar a la Torre de la Plaça de Tian'anmen per assistir a la cerimònia de fundació de la República Popular de la Xina. Després de 1949, Yang va exercir successivament com a Secretari General del Comitè d'Investigació Política del Ministeri d'Afers Exteriors i Secretari en Cap de l'Oficina del Primer Ministre. Va ser l'assistent de Zhou Enlai en propaganda i diplomàcia internacionals. El 1953, va ser nomenada director del Departament de Propaganda Internacional del Comitè Central del Partit Comunista Xinès.
El 1955, per recomanació del primer ministre Zhou Enlai, Yang va ser nomenada redactor en cap adjunt del 人民日报 (Diari del Poble), amb l'objectiu d'adaptar-se a les necessitats del desenvolupament de la situació internacional i reforçar la difusió internacional del diari t. També va donar una gran importància a la creació d'un equip de corresponsals, comentaristes i redactors que periòdicament enviava a formar-se a l'estranger.

#### Suïcidi
Durant el Moviment anti-dretà Yang va ser obligada a participar en reunions de critica i la posterior persecució de diverses escriptores com Ding Ling i Feng Xuefeng titllades de "dretanes". Segons algunes biografies aquesta situació li va causar problemes mentals que la van conduir al suïcidi en circumstancies poc clarificades (sobredosi de somnífers o seqüeles d'un accident automobilístic).